# Neqst
Neqst är ett Stockholmsbaserat riskkapitalbolag fokuserat på teknologi-investeringar i Norden. Företaget grundades 2009 av Erik Fröberg och Jonas Fredriksson och är ett av Öhmansgruppens intressebolag. År 2021 förvärvade Neqst 10 procent av it-konsultjätten Netlight. Netlight värderades då  till cirka 5,5 miljarder kronor.